# Abiemnhom
Abiemnhom – miasto w Sudanie Południowym w stanie Ruweng. Liczy 6134 mieszkańców (szacunek 2013).